# Artiom
Artiom (en russe : Артём) est une ville du kraï du Primorié, dans l'Extrême-Orient russe. Sa population s'élevait à 104 509 habitants en 2022.

## Géographie
Artiom se trouve dans la péninsule Mouraviov-Amourski, à 34 km — 38 km par la route — au nord de Vladivostok.

## Histoire
La fondation d'Artiom, en 1924, est liée à la mise en service d'une mine de charbon. Elle doit son nom au révolutionnaire Fiodor Sergueïev, dit Camarade Artiom. Elle accéda au statut de commune urbaine en 1930, puis à celui de ville le 26 octobre 1938.
Artiom est principalement constituée d'immeubles en pierre ou en briques de un, deux ou cinq étages, ainsi que de maisons en bois.

## Population
La population de la ville a fortement augmenté en 2004, à la suite de l'annexion de trois communes urbaines voisines, qui regroupaient 37 688 habitants en 2002 :
- Artiomovski
- Ouglovoïe
- Zavodskoï

Recensements (*) ou estimations de la population:
| 1931   | 1939*  | 1959*  | 1970*  | 1979*  |
| ------ | ------ | ------ | ------ | ------ |
| 10 700 | 34 926 | 55 531 | 61 412 | 68 520 |

| 1989*  | 2002*  | 2010*   | 2012    | 2013    |
| ------ | ------ | ------- | ------- | ------- |
| 68 887 | 64 145 | 102 603 | 102 757 | 102 451 |

| 2022    | - | - | - | - |
| ------- | - | - | - | - |
| 104 509 | - | - | - | - |

## Économie
L'économie locale a longtemps reposé sur l'exploitation du charbon, mais les réserves sont pratiquement épuisées. Les mines emploient encore 3 500 personnes. Artiom a également quelques industries : meubles, porcelaine, etc.
L'aéroport international de Vladivostok se trouve à Artiom.